# Giuseppe De Giacomo
Giuseppe De Giacomo, né en 1965, est un informaticien italien. Il est professeur d'informatique au Département d'informatique de l'Université d'Oxford (Oxford, Royaume-Uni), et professeur de génie informatique au Département d'ingénierie informatique, de contrôle et de gestion, Université Sapienza de Rome (Rome, Italie). ). Il est également chercheur associé au Green Templeton College.

## Éducation
De Giacomo a obtenu sa maîtrise en ingénierie électronique en 1991 à l'Université La Sapienza de Rome. En 1995, il y a obtenu son doctorat sous la direction de Maurizio Lenzerini.

## Carrière et recherche
Après le doctorat, De Giacomo a rendu visite à Yoav Shoham à l'Université de Stanford, puis a travaillé comme chercheur postdoctoral à l'Université de Toronto dans le groupe de recherche Cognitive Robotics, avec Hector Levesque et Ray Reiter. De Giacomo est retourné à l'Université Sapienza comme professeur en 1998.
Les intérêts de recherche de De Giacomo concernent les aspects théoriques, méthodologiques et applicatifs de différents domaines de l'intelligence artificielle et de l'informatique. Il a contribué aux domaines de la représentation et du raisonnement des connaissances, du calcul de situation, des formes généralisées de planification automatisée, de la logique temporelle, de la vérification et de la synthèse de systèmes de connaissances et de la modélisation des processus métier. De Giacomo est co-auteur de plus de 300 publications dans des revues scientifiques et actes de conférences. Sa contribution la plus connue dans le domaine des logiques de description et des ontologies est la logique de description DL-Lite.
De Giacomo a été président du comité de programme à la Conférence internationale conjointe sur l'intelligence artificielle (IJCAI) en 2021, de la Conférence européenne sur l'intelligence artificielle (ECAI) en 2020, et de la Conférence Internationale sur les principes de représentation et de raisonnement des connaissances (KR) en 2014.

## Récompenses et honneurs
En 2019, De Giacomo a reçu une ERC Advanced Grant pour le projet intitulé White-Box Self-Programming Mechanisms (WhiteMech) (2019-2024),.
En 2016, De Giacomo a été élu AAAI Fellow « pour ses contributions significatives au domaine de la représentation et du raisonnement des connaissances, ainsi que des applications à l'intégration de données, aux ontologies, à la planification et à la synthèse et à la vérification des processus ». Il a été élu ACM Fellow « pour ses contributions à la logique de description, à la gestion des données et à la vérification des processus basés sur les données » en 2015, et EurAI Fellow en 2012.
Il a remporté le Classic Paper Award de l'AAAI en 2021, et le premier prix Test-of-Time de la Conférence internationale sur l'informatique orientée services (ICSOC) en 2013,.

## Activités entrepreneuriales
De Giacomo est le cofondateur et conseiller scientifique d'OBDA Systems, une startup de l'Université Sapienza de Rome.